# Septèmes-les-Vallons
Septèmes-les-Vallons ist eine französische Gemeinde mit 12.018 Einwohnern (Stand 1. Januar 2022) im Département Bouches-du-Rhône in der Region Provence-Alpes-Côte d’Azur.

## Geografie
Septèmes-les-Vallons liegt zwanzig Kilometer von Aix-en-Provence entfernt. Im Süden grenzt das Gemeindegebiet an das von Marseille. Weitere Nachbarorte sind Les Pennes-Mirabeau in sechs Kilometern Entfernung, Bouc-Bel-Air in zehn Kilometern Entfernung und Simiane-Collongue in fünf Kilometern Entfernung.

## Geschichte
Der Ort wurde im ersten Jahrhundert erstmals erwähnt. Nach der Französischen Revolution wurde die Gemeinde 1790 durch Trennung vom Nachbarort Les Pennes-Mirabeau gegründet. Der Zusatz „les-Vallons“ zum Gemeindenamen wurde 1919 ergänzt.

## Sehenswürdigkeiten
- Kirche Sainte-Anne im neoromanischen Stil aus dem 19. Jahrhundert[1]

## Städtepartnerschaften
Die Gemeinde pflegt seit 2006 eine Städtepartnerschaft mit dem algerischen Béni Abbès und der italienischen Gemeinde San Damiano d’Asti.

## Bevölkerungsentwicklung
| Jahr      | 1962 | 1968 | 1975   | 1982   | 1990   | 1999   | 2008   | 2016   |
| Einwohner | 4600 | 5844 | 10.827 | 10.681 | 10.415 | 10.202 | 10.481 | 10.848 |